# John K. Fairbank
John King Fairbank (* 24. Mai 1907 in Huron, South Dakota; † 14. September 1991 in Cambridge, Massachusetts) war ein US-amerikanischer Historiker und bedeutender Sinologe, dessen Forschungsschwerpunkt auf der jüngeren Geschichte Chinas lag.

## Leben und Werk
John Fairbank hatte einen großen Einfluss auf die neuere US-amerikanische und europäische Chinaforschung. Seine Dissertation hat den Titel: Trade and Diplomacy on the China Coast und war der Beginn seiner Untersuchungen zur Geschichte der Qing-Dynastie und den Interaktionen zwischen der chinesischen Welt und dem Westen.
Fairbank lehrte ab 1936 an der Harvard University und baute dort das Zentrum für moderne Ostasienforschung auf, das mittlerweile nach ihm benannt ist. 1954 wurde Fairbank in die American Academy of Arts and Sciences gewählt. Seit 1969 war er gewähltes Mitglied der American Philosophical Society.
Fairbank legte einen Schwerpunkt auf demographische und institutionelle Analyse und wird von vielen als ausgesprochener Pessimist gesehen.
Fairbanks letztes Werk China. A new History stellt eine Zusammenfassung seiner lebenslangen Studien dar. Zwei Tage nach Fertigstellung des Manuskripts starb John King Fairbank im Alter von 84 Jahren an den Folgen eines Herzanfalls.
Die Opiumkriege und die damit erzwungene Einfuhr von Opium nach China bezeichnete Fairbank als „das am längsten dauernde und systematische internationale Verbrechen der Neuzeit“. Seine Sichtweise, die neuere Geschichte Chinas als reine Reaktion auf Einflüsse westlicher Mächte zu erklären, wird von der heutigen Forschung in Frage gestellt.

## Schriften
- mit Merle Goldman: China. A new history. Enlarged edition, 6th printing. Belknap Press of Harvard University Press, Cambridge MA 1998, ISBN 0-674-11672-0.
- Geschichte des modernen China. 1800–1995 (= dtv 4497). 2. Auflage, 9.–12. Tausend. Deutscher Taschenbuch-Verlag, München 1991, ISBN 3-423-04497-7.